# Pierre Kanstrup
Pierre Kanstrup (* 21. Februar 1989 in Brøndby) ist ein dänischer ehemaliger Fußballspieler.

## Karriere

### Verein
Kanstrup spielte seit seiner Jugend für Brøndby IF. Am 5. April 2008 debütierte er als Profi, als er beim 3:1-Sieg am 23. Spieltag der Superliga im Spiel bei AC Horsens in der 82. Minute für Mike Jensen eingewechselt wurde. In der Saison 2007/08 kam er zu drei Einsätzen. In der Saison 2008/09 gehörte er zum Kader der Profis und kam jeweils einmal in der Superliga und in der zweiten Qualifikationsrunde zum UEFA-Pokal zum Einsatz, außerdem spielte er dreimal im dänischen Fußballpokal. Am 23. August 2009 erzielte er seinen ersten Treffer im Profifußball beim 6:1-Sieg am sechsten Spieltag der Saison 2009/10 im Spiel gegen HB Køge in der 85. Minute mit dem Tor zum Endstand. Im dänischen Fußballpokal spielte er in einer Partie.
Zur Rückrunde der Saison 2009/10 wurde Kanstrup an den Zweitligisten Lyngby BK verliehen. Nach insgesamt vier Einsätzen in Ligaspielen kehrte er zur Saison 2010/11 zu Brøndby IF zurück. Er kam in der Hinrunde nicht zum Einsatz und ging zur Rückrunde zum Zweitligisten Brønshøj BK. Am 20. März 2011 gab er sein Debüt für den Kopenhagener Stadtteilverein beim 1:1 am 17. Spieltag beim FC Fyn. Am 16. April 2011 erzielte er sein erstes Tor für Brønshøj BK beim 2:0-Sieg am 22. Spieltag gegen Hobro IK in der 77. Minute mit dem Treffer zum 1:0. Kanstrup wurde in sämtlichen Rückrundenpartien eingesetzt. Für die neue Saison wurde er fest verpflichtet und kam in der Saison 2011/12 in 24 Zweitligapartien zum Einsatz, in denen er zwei Tore erzielte. In der Saison 2012/13 spielte er noch dreimal für Brønshøj BK. Am 10. August 2012 wechselte er innerhalb der zweiten Liga zum FC Fredericia. Er kam zu 28 Einsätzen in der Liga, in denen er drei Tore erzielte. Im dänischen Pokalwettbewerb spielte er ein Spiel. Eine Saison später spielte er in 17 Zweitligapartien.
Zur Rückrunde der Saison 2013/14 wurde Kanstrup an den Erstligisten SønderjyskE Fodbold verliehen und kam in 14 Rückrundenpartien zum Einsatz. In der Saison 2014/15 kam er zu 32 Partien in der Liga und vier Einsätzen im dänischen Pokal. Am 2. August 2015 erzielte er sein erstes Tor für SønderjyskE Fodbold bei der 1:3-Niederlage am dritten Spieltag gegen den FC Kopenhagen. Kanstrup kam 2015/16 in allen Partien in der Superliga zum Einsatz, im dänischen Pokalwettbewerb spielte er dreimal. In der Liga wurde der Däne mit SønderjyskE Vizemeister und qualifizierte sich für die Teilnahme an der zweiten Qualifikationsrunde zur Europa League. Dort setzte sich der Verein gegen Strømsgodset IF und Zagłębie Lubin durch, ehe sie in den Play-offs durch ein spätes Tor gegen Sparta Prag ausschieden. Kanstrup kam in allen Partien zum Einsatz; in der Vorrunde der Superliga und in der Meisterrunde kam er insgesamt zu 36 Einsätzen. Außerdem spielte er zweimal im dänischen Pokalwettbewerb.
Im Sommer 2017 wechselte Kanstrup zu Aarhus GF. Bei den Aarhusern erkämpfte er sich schnell einen Stammplatz und kam in der regulären Saison in 25 Partien zum Einsatz, in der Abstiegsrunde und in den Play-offs spielte er in allen insgesamt zehn Partien, lediglich in der Relegation gegen den FC Kopenhagen gehörte Kanstrup nicht zum Kader. Im Januar 2019 verließ er Dänemark und schloss sich dem türkischen Erstligisten Büyükşehir Belediye Erzurumspor an.

### Nationalmannschaft
Kanstrup absolvierte zwischen 2005 und 2009 insgesamt 16 Spiele für dänische Jugendnationalmannschaften.